# Parvilacerta parva
Parvilacerta parva är en ödleart som beskrevs av  George Albert Boulenger 1887. Parvilacerta parva ingår i släktet Parvilacerta och familjen lacertider. IUCN kategoriserar arten globalt som livskraftig. Inga underarter finns listade i Catalogue of Life.